# Objaw de Musseta
Objaw de Musseta (ang. De Musset’s sign) – rzadko dziś opisywany objaw chorobowy świadczący o przewlekłej niedomykalności zastawki aortalnej znacznego stopnia, opisany po raz pierwszy przez Paula de Musseta (1804–1880)  u jego brata, francuskiego poety Alfreda de Musseta (1810–1857), który zmarł z powodu tej wady. Sam Alfred de Musset przedstawił opis objawu w poemacie La nuit de mai. Objaw polega na szybkim wstrząsaniu głowy chorego w rytm tętna na tętnicach szyjnych („przytakiwania”). W cięższych przypadkach tętnienie może udzielać się całemu ciału. Jest objawem o raczej niewielkiej czułości i swoistości.